# Rapier Cars
Rapier ist ein ehemaliger britischer Hersteller von Automobilen.

## Unternehmensgeschichte
Das Unternehmen Rapier Cars Limited begann 1935 in Hammersmith mit der Produktion von Automobilen. 1939 wurde die Produktion eingestellt.

## Fahrzeuge
Das einzige Modell war der Rapier Sports. Es war das Nachfolgemodell des Lagonda Rapier, den Lagonda ab 1934 produzierte. Es war mit einem Vierzylinder-DOHC-Motor mit 1104 cm³ Hubraum ausgestattet, der 46 PS leistete.
Ein Fahrzeug dieser Marke ist gelegentlich im Automuseum Melle in Melle zu besichtigen.